# Malo-les-Bains
Malo-les-Bains (en néerlandais : Malo-aan-Zee) est une ancienne commune du département du Nord, dans l'agglomération de Dunkerque. Elle a été créée en 1891 par détachement de la commune de Rosendaël.
Le 1er janvier 1970, elle fusionne avec Dunkerque, dont elle constitue aujourd'hui l'un des quartiers, communément appelé « Malo ».
Malo-les-Bains compte plus de 16 000 habitants (16 572 en 2015), répartis sur une surface de 376 hectares.
Malo-les-Bains est classée depuis le 14 novembre 1989 « Station balnéaire et touristique ».

## Géographie

### Localisation
Malo-les-bains est un quartier à caractère résidentiel et balnéaire, situé à l'est de Dunkerque, le long de la Mer du Nord. Sa longue plage de sable fin est très renommée.

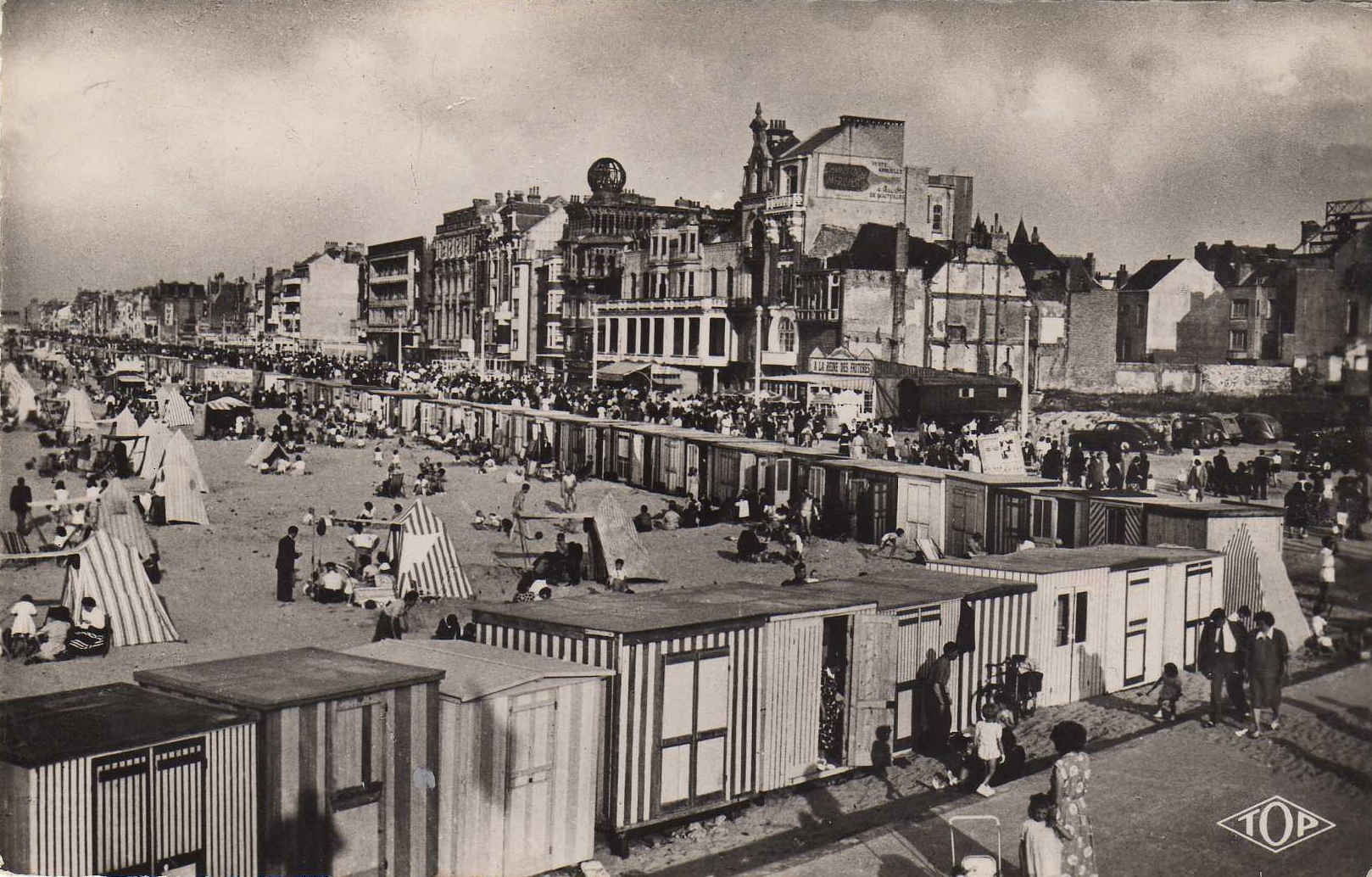
La plage dans les années 1950.
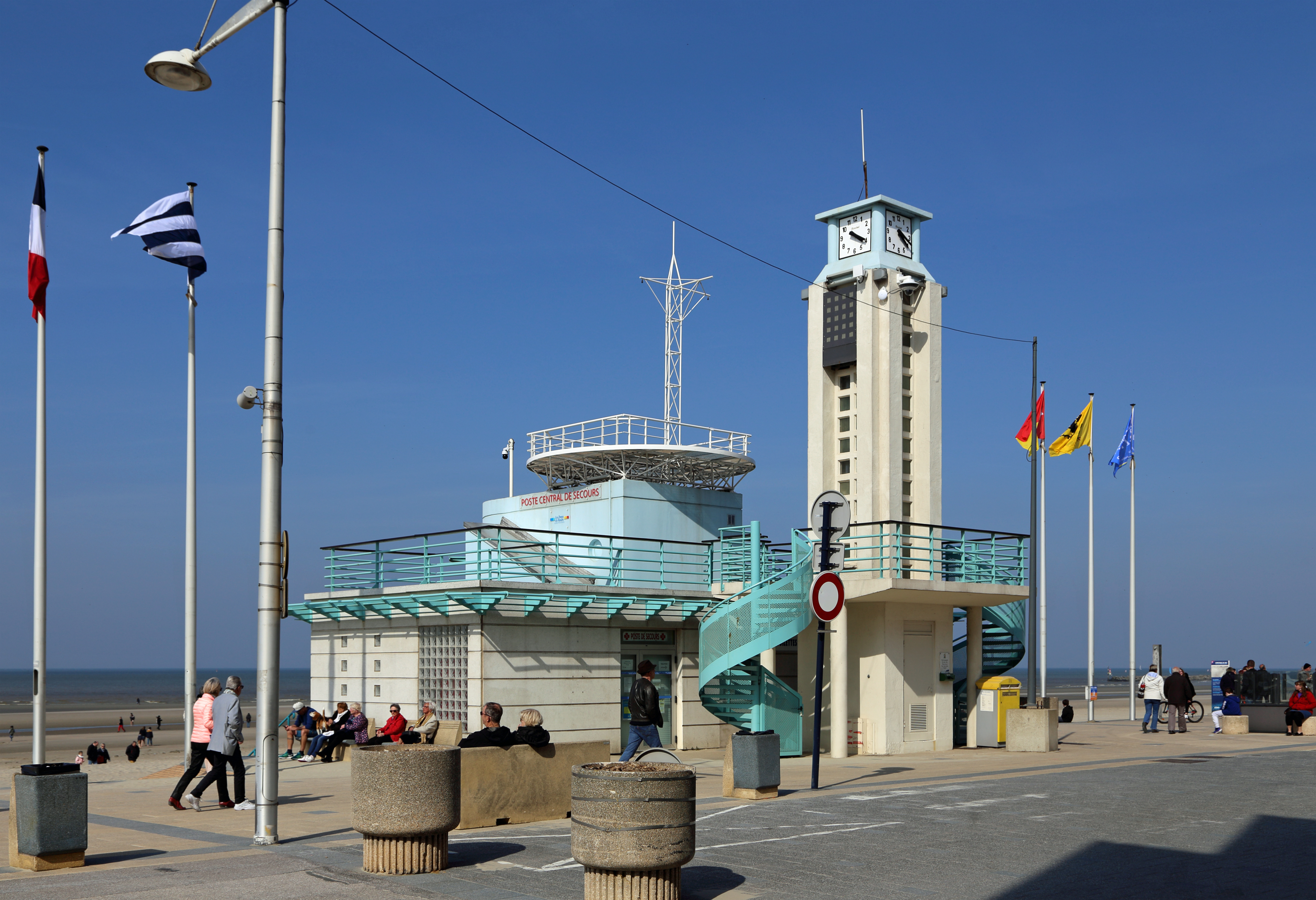
Le poste de secours central.
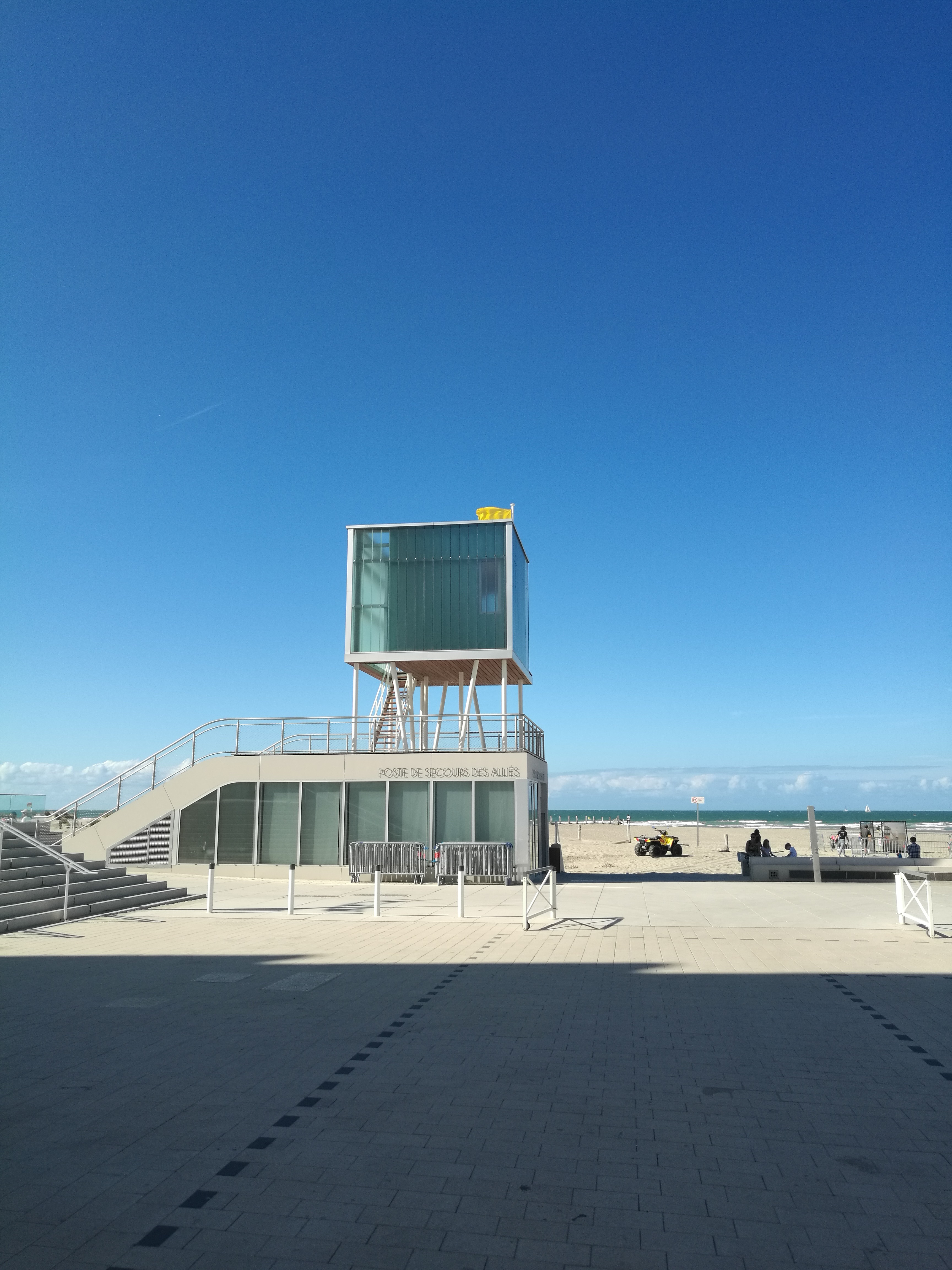
Nouveau poste de secours de Malo-les-Bains.

### Quartiers

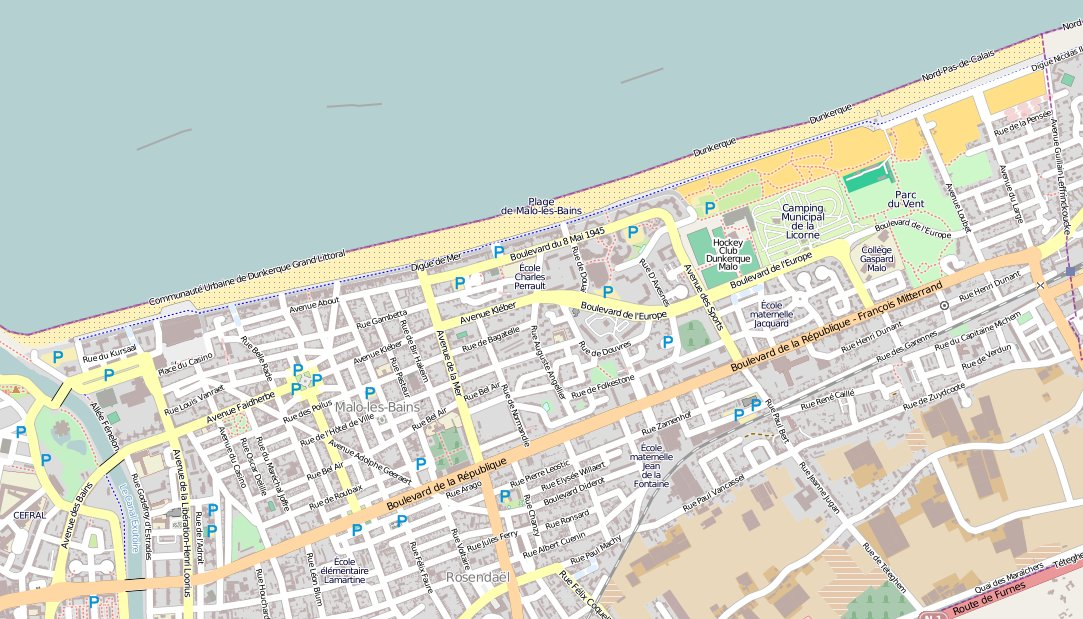
La carte de Malo au nord du Boulevard de la République, provenant d'OpenStreetMap
Malo-Centre au sud-ouest
La digue au nord-ouest
Le Méridien au centre
Malo-Terminus au nord-est

- La Digue de Mer
- Malo centre
- Malo Terminus
- Le Méridien

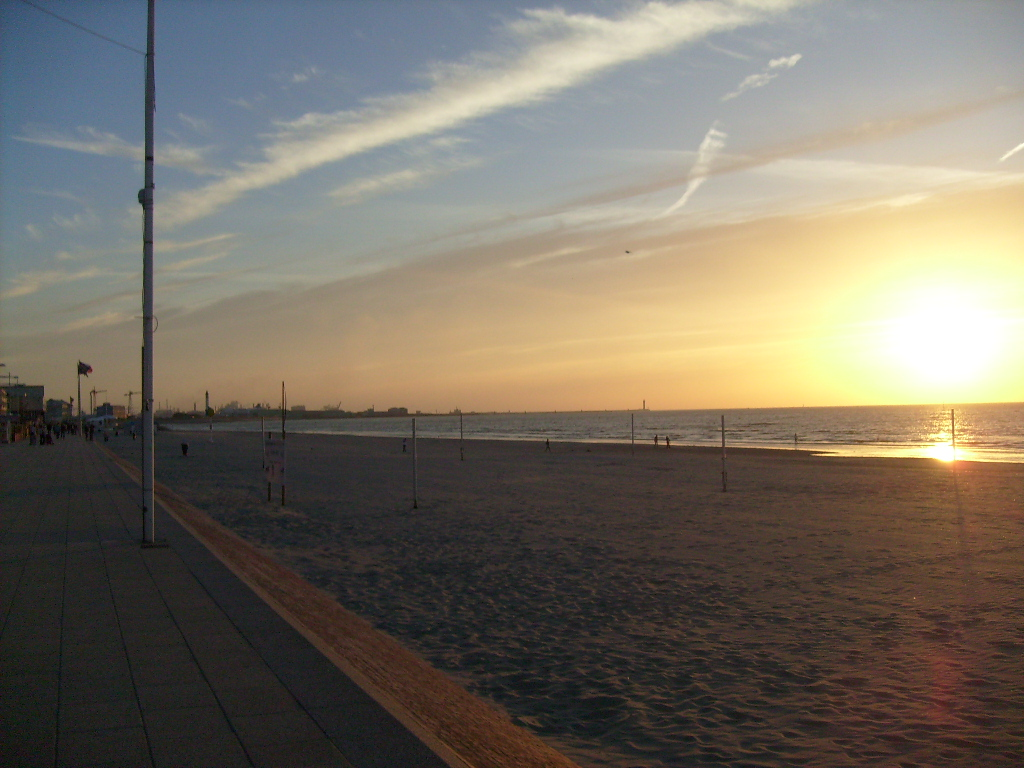
Coucher de soleil depuis l'ancienne  digue.
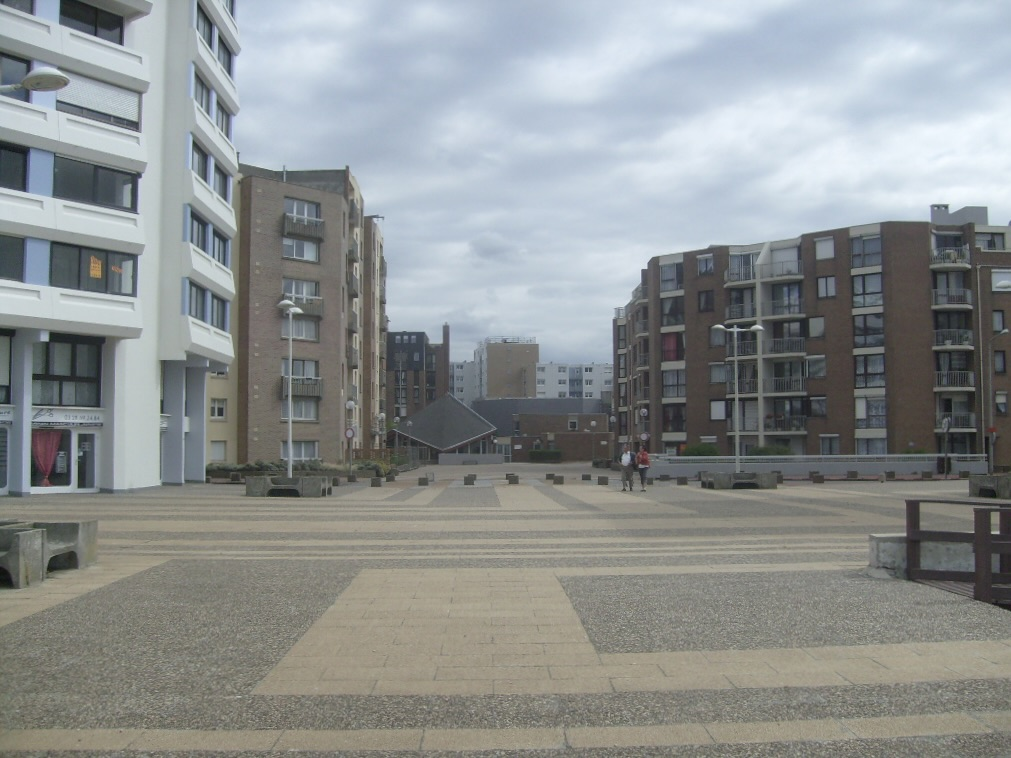
Le Méridien.
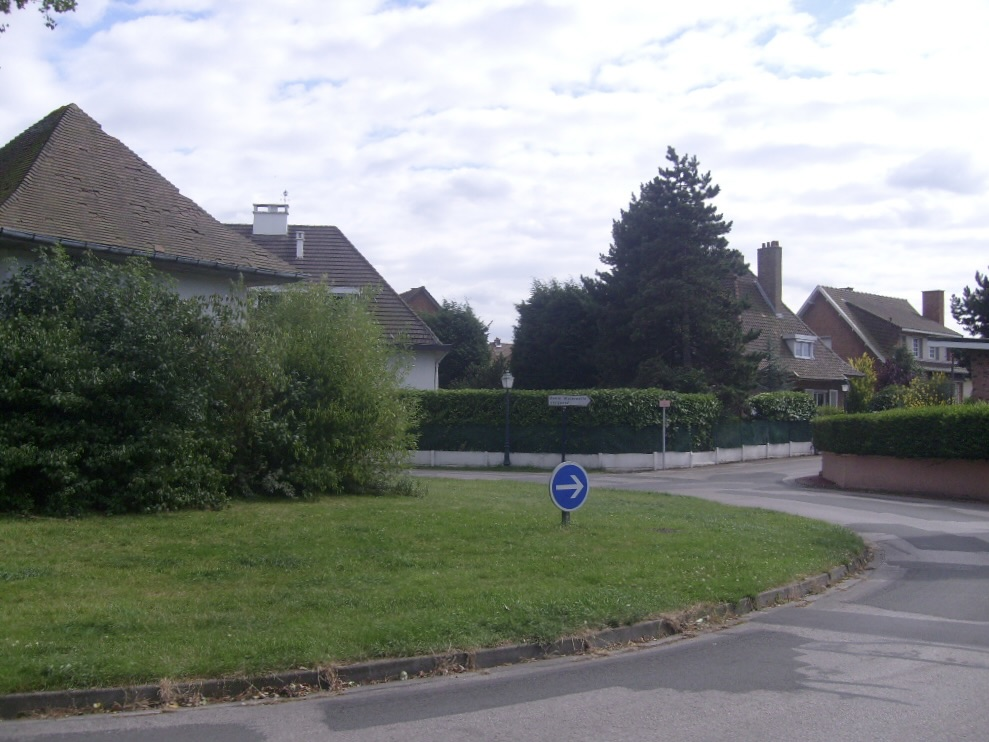
Malo Terminus.
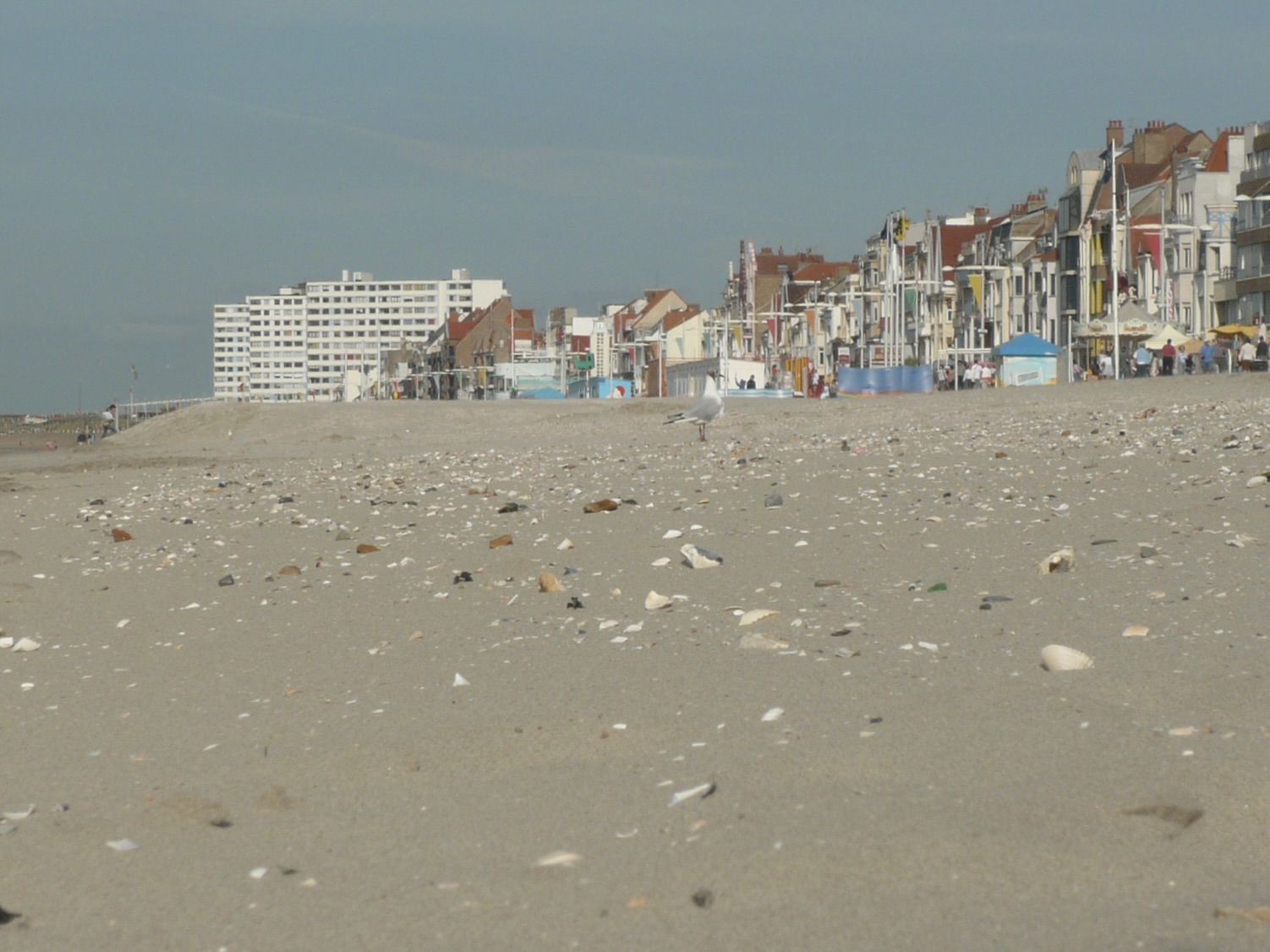
La plage.
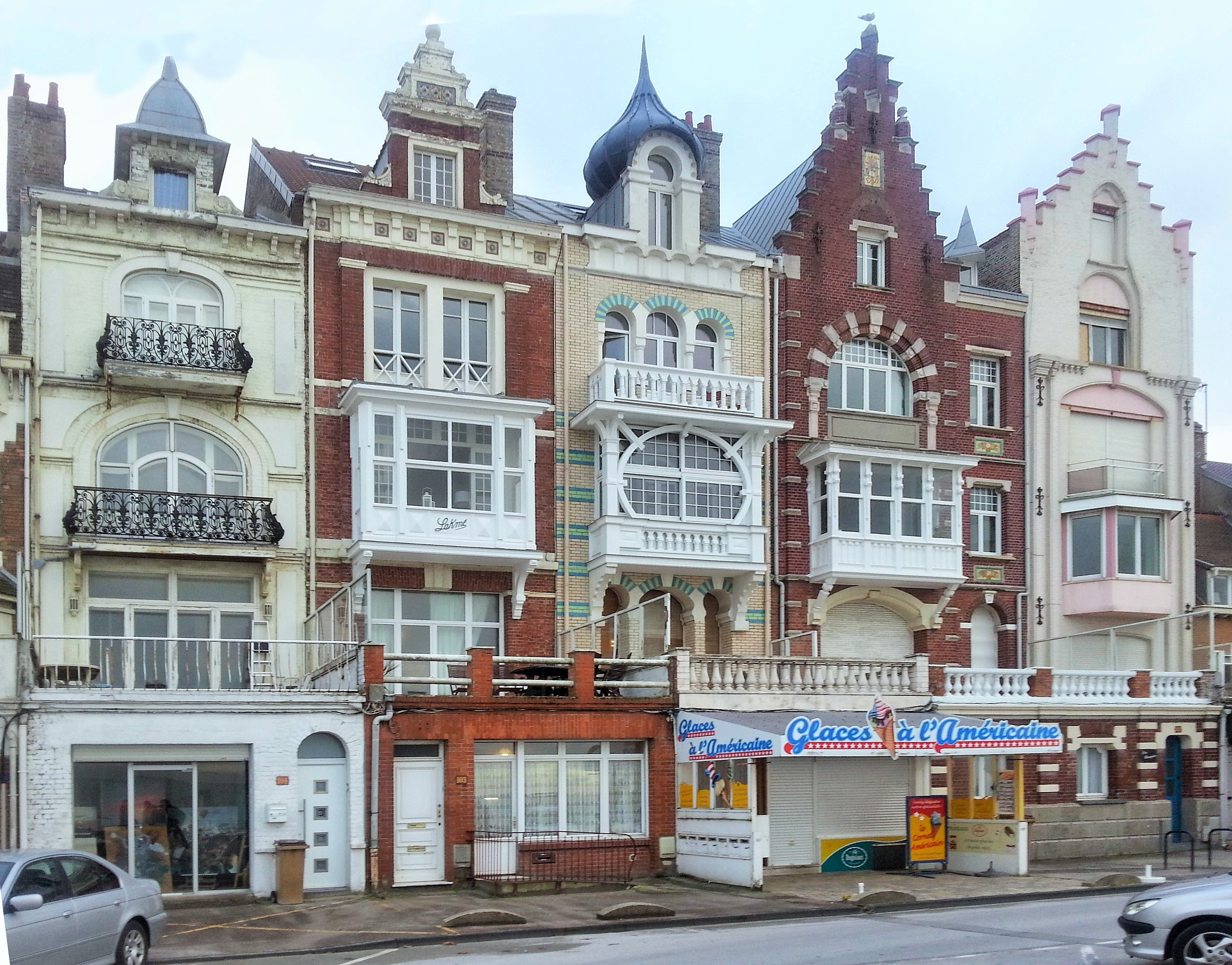
Les villas du front de mer.
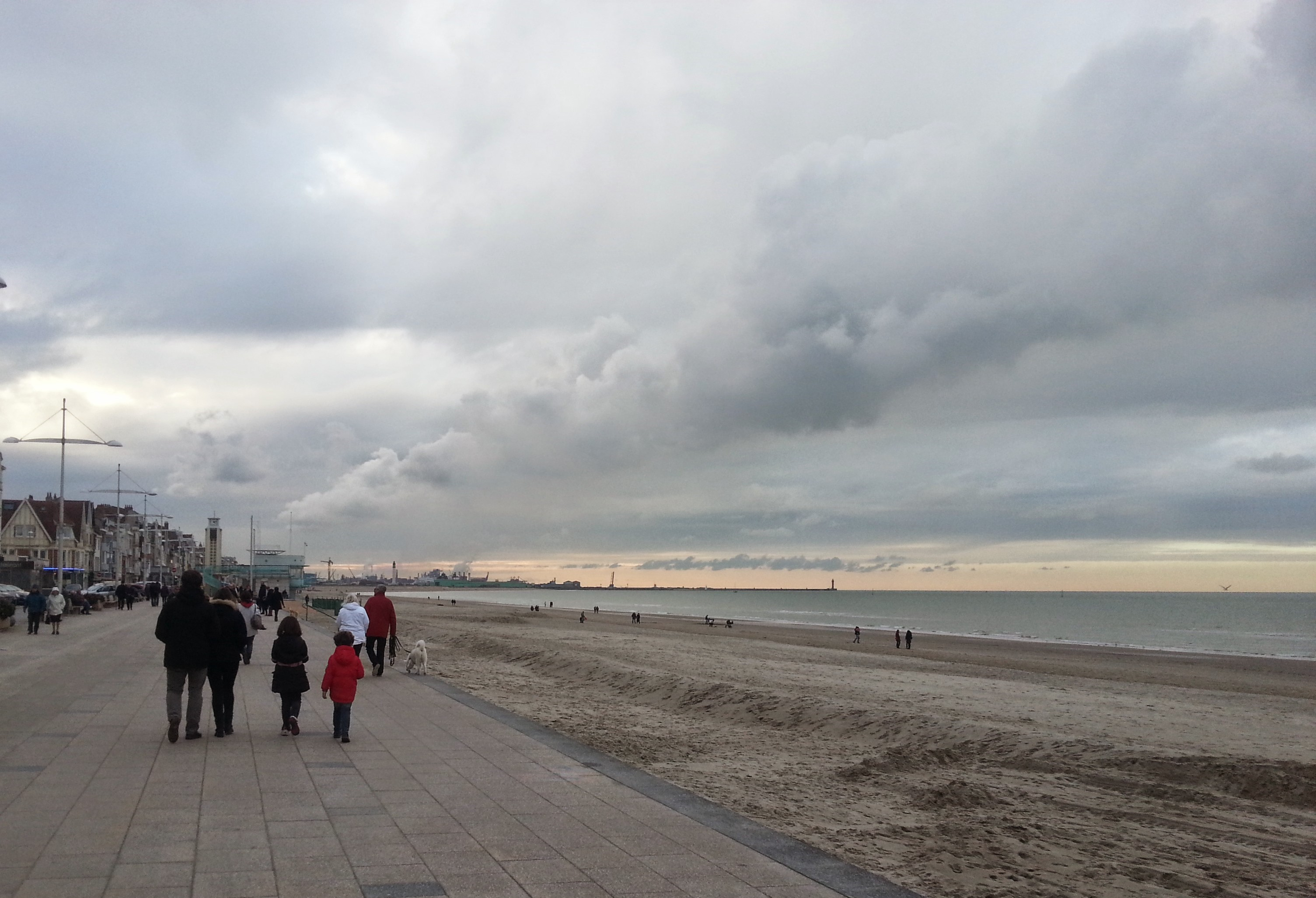
La digue et le front de mer.

### Communes limitrophes
| Mer du Nord | Mer du Nord    | Mer du Nord    |
| Dunkerque   | Malo-les-Bains | Leffrinckoucke |
|             | Rosendaël      |                |

## Histoire

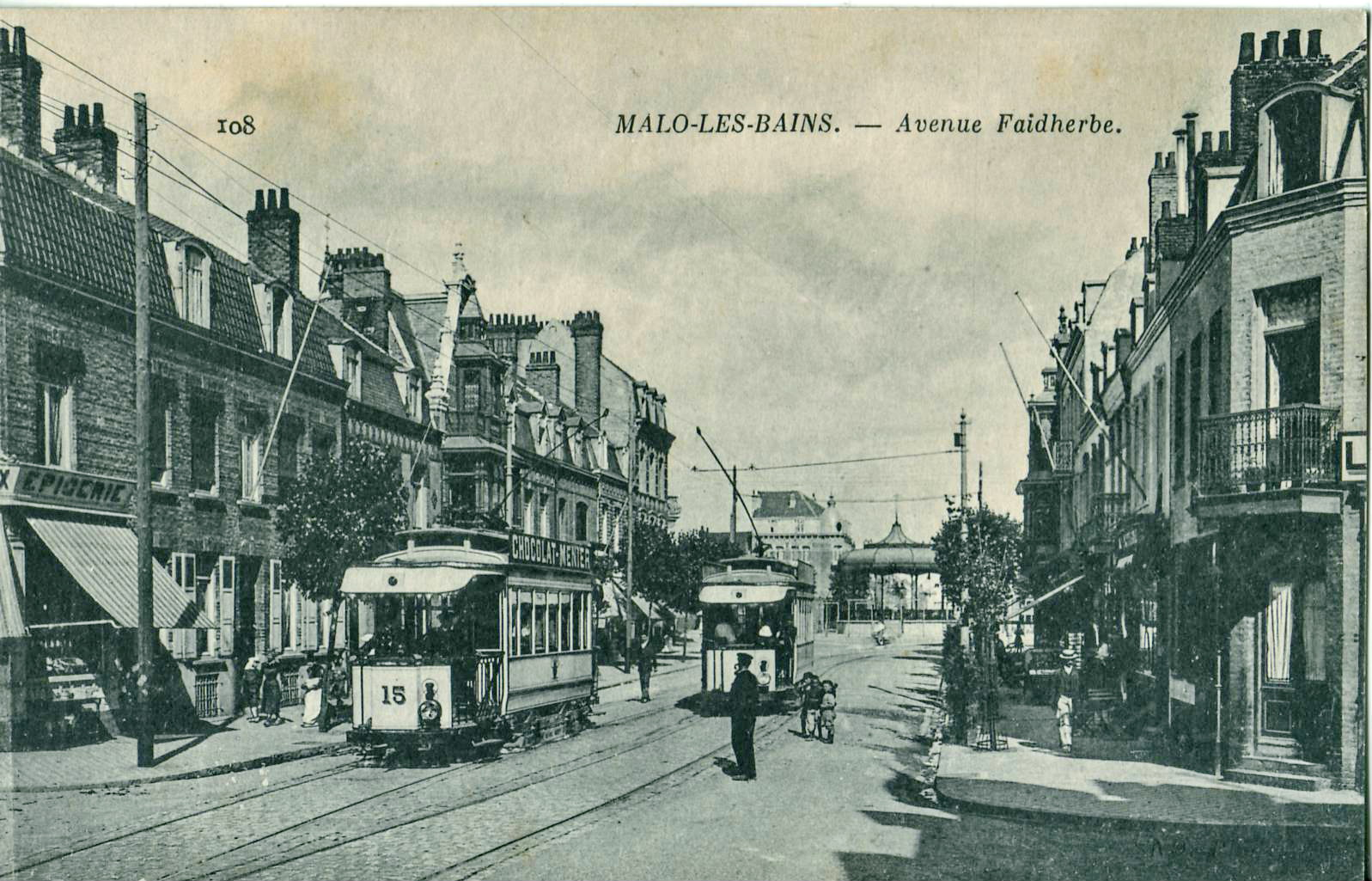
Malo-les-Bains fut desservi par le tramway de Dunkerque jusqu'en 1952.
On le voit ici avenue Faidherbe.

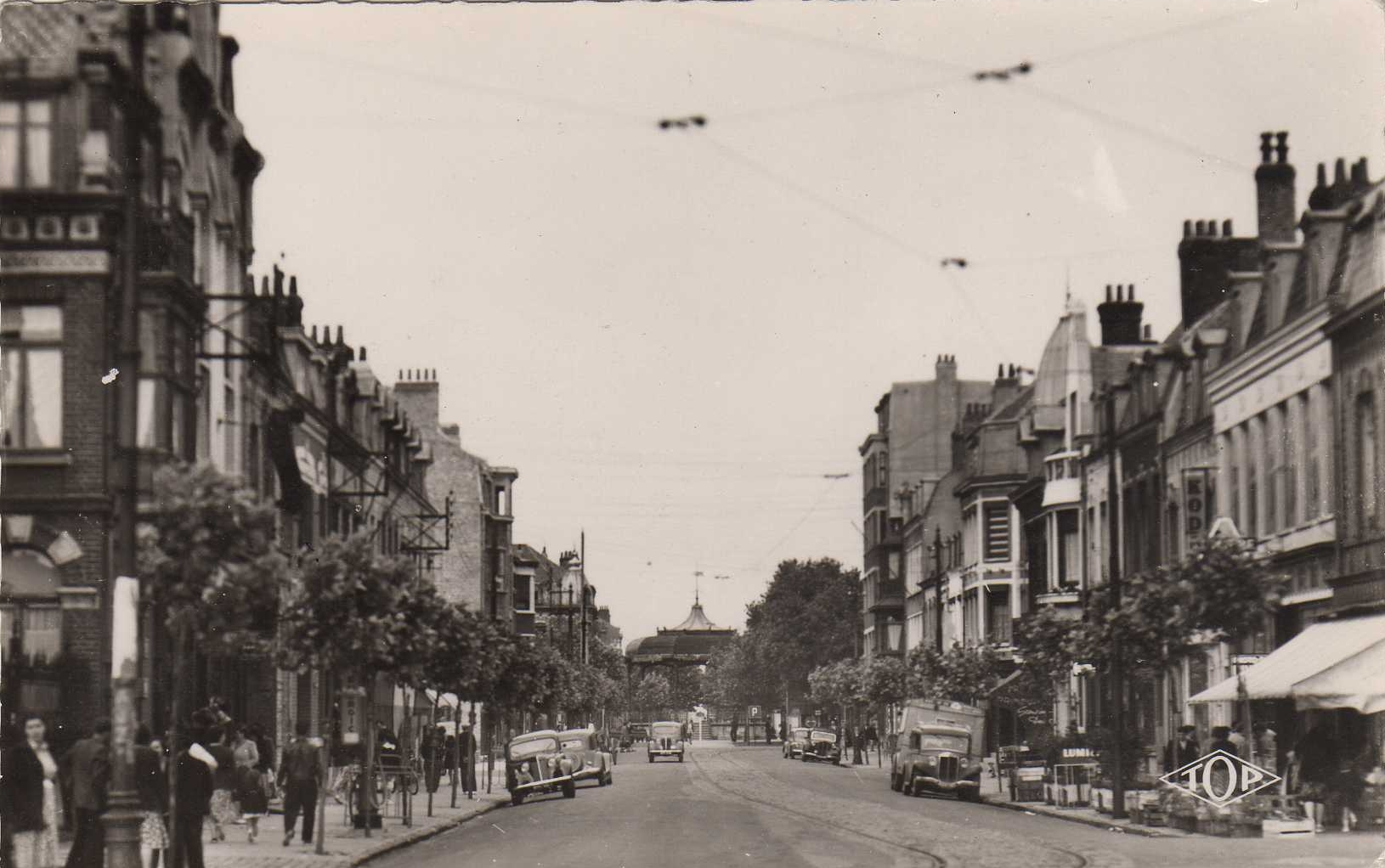
L'avenue Faidherbe vers 1950.

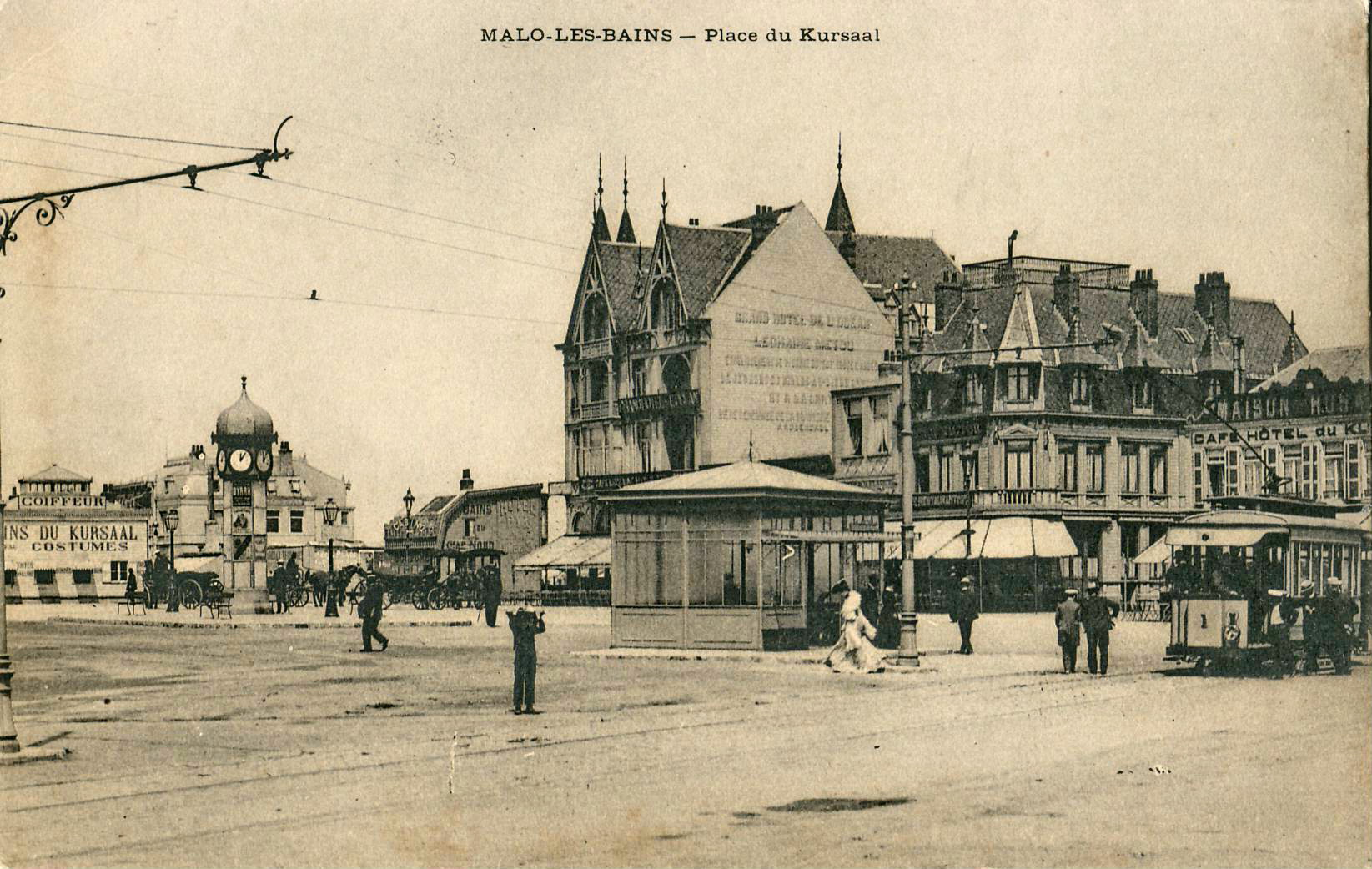
La place du Kursaal, avant la Première Guerre mondiale.

Le 21 juillet 1891, Ernest Constans, Ministre de l'Intérieur, du gouvernement de Sadi Carnot, signe la loi distrayant une partie du territoire de Rosendaël pour l'ériger en commune distincte sous le nom de Malo-les-Bains.
Elle tient son nom de Gaspard Malo, né le 22 février 1804 à Dunkerque. Il est le fils de Guillaume Malo (1771/1835), corsaire de l'Empire. Tout d'abord capitaine au long cours, puis constructeur de navires et armateur, il est élu député le 23 avril 1848 et le reste jusqu'au 25 mai 1849.
Revenu à Dunkerque, il décide de se lancer dans l'agriculture, et achète à la ville de Dunkerque le 11 février 1858 657 hectares de dunes. Il tente sans succès la culture de la luzerne puis des pins maritimes et décide alors de niveler ces immenses espaces sablonneux et de les vendre en terre à bâtir. Il fait don à la commune de nombreux terrains pour le percement de nouvelles rues et avenues, la construction d'une chapelle, crée une usine à gaz et établit un champ de courses
En 1884, sa santé déclinant, Gaspard Malo n'est plus en mesure d'assister aux réunions de la Chambre de commerce et du Conseil municipal de Dunkerque dont il était toujours membre. Il meurt le 8 septembre 1884 dans sa villa la Belle-Plage sur le bord de mer.
En 1891, Edmond Duhan, premier maire de Malo-les-Bains, fait élever un buste en l'honneur de Gaspard Malo.
Pendant la Première Guerre mondiale, Malo-les-Bains est en 1918, une des communes dépendant du commandement d'étapes installé à Petite-Synthe puis à Coudekerque-Branche. Un commandement d'étapes est un élément de l'armée organisant le stationnement de troupes, comprenant souvent des chevaux, pendant un temps plus ou moins long, sur les communes dépendant du commandement, en arrière du front. Malo-les-Bains a donc accueilli des troupes à ce titre. En 1917-1918, la ville dépendait également du commandement d'étapes de Téteghem.
Le 22 décembre 1917, plusieurs projectiles allemands sont tombés sur Téteghem, Rosendaël, Malo-les-Bains. À Malo-les-Bains, un obus de 75 est tombé rue de l'hôtel de ville, face au n° 107 sans éclater.
Les 21 et 22 janvier 1918, un bombardement aérien a touché Coudekerque-Branche (6 bombes reçues), Malo-les-Bains (3 bombes), Petite-Synthe (1 bombe), Saint-Pol-sur-Mer (5 bombes). À Coudekerque, des voies de la gare de triage, dont celle doublant la voie principale Dunkerque-Hazebrouck, ont été endommagées, un bâtiment touché (vitres brisées), une bombe est tombée dans un champ, une dans le canal de Bergues. Il n'y a pas de victimes. À Malo-les-Bains, les trois bombes sont tombées dans le sable, ni victimes, ni dégâts. À Petite-Synthe, une bombe tombée dans une rue, ni victimes, ni dégâts. À Saint-Pol-sur-Mer, cinq bombes ont touché la ville, cinq maisons ont été détériorées, aucune victime.
Le 26 janvier 1918, bombardement sur l'agglomération dunkerquoise, d'abord terrestre vers 23h30, puis aérien vers 0h25. Le bombardement terrestre a concerné Saint-Polsur-Mer (un obus de 380 tombé 72 rue de la République, dégâts matériels), et Rosendaël (un obus de 380 tombé sur l'abattoir, dégâts matériels). Le bombardement aérien a vu une bombe larguée sur Malo-les-Bains, (rue de Roubaix, plusieurs automobiles   militaires endommagées) et deux torpilles lancées sur Fort-Mardyck, (elles n'ont pas explosé, pas de victimes).
Le 5 mars 1918, une mine marine est venue s'échouer à Malo Terminus. Toutes les précautions ont été prises pour éviter des dégâts jusqu'à son désamorçage.
Après la guerre, la population ressent le besoin de s'amuser pour essayer d'oublier les horreurs passées : ce sont les Années folles. À la mi-août 1928, le maire prend un arrêté interdisant un bal prévu en maillot de bain. Le maire estime l'initiative « incompatible » avec le caractère familial de la plage.
En mai/juin 1940 pendant l'opération Dynamo, Malo Beach (nom donné par les Anglais à la plage Malouine) est l'une des plages de l'embarquement. On retrouve d'ailleurs plusieurs épaves le long de la plage. Le mémorial des Alliés à l'ouest de la plage (sur la Digue de Dunkerque) rappelle l'histoire des armées française, anglaise et belge dans la poche de Dunkerque.
Le 17 décembre 1969, le conseil municipal de Malo-les-Bains proclame la fusion avec la ville de Dunkerque, qui devient effective le 1er janvier 1970.
La station balnéaire de Malo-les-Bains est surtout connue pour sa longue plage de sable fin (« La Reine des Plages du Nord »).

### Décoration militaire française
Le 25 septembre 1949, le Vice-amiral Lemonnier remettait la Croix de guerre 1939-1945, pour la ville de Malo-les-Bains à monsieur Ferdinand Schipman, maire de l'époque.

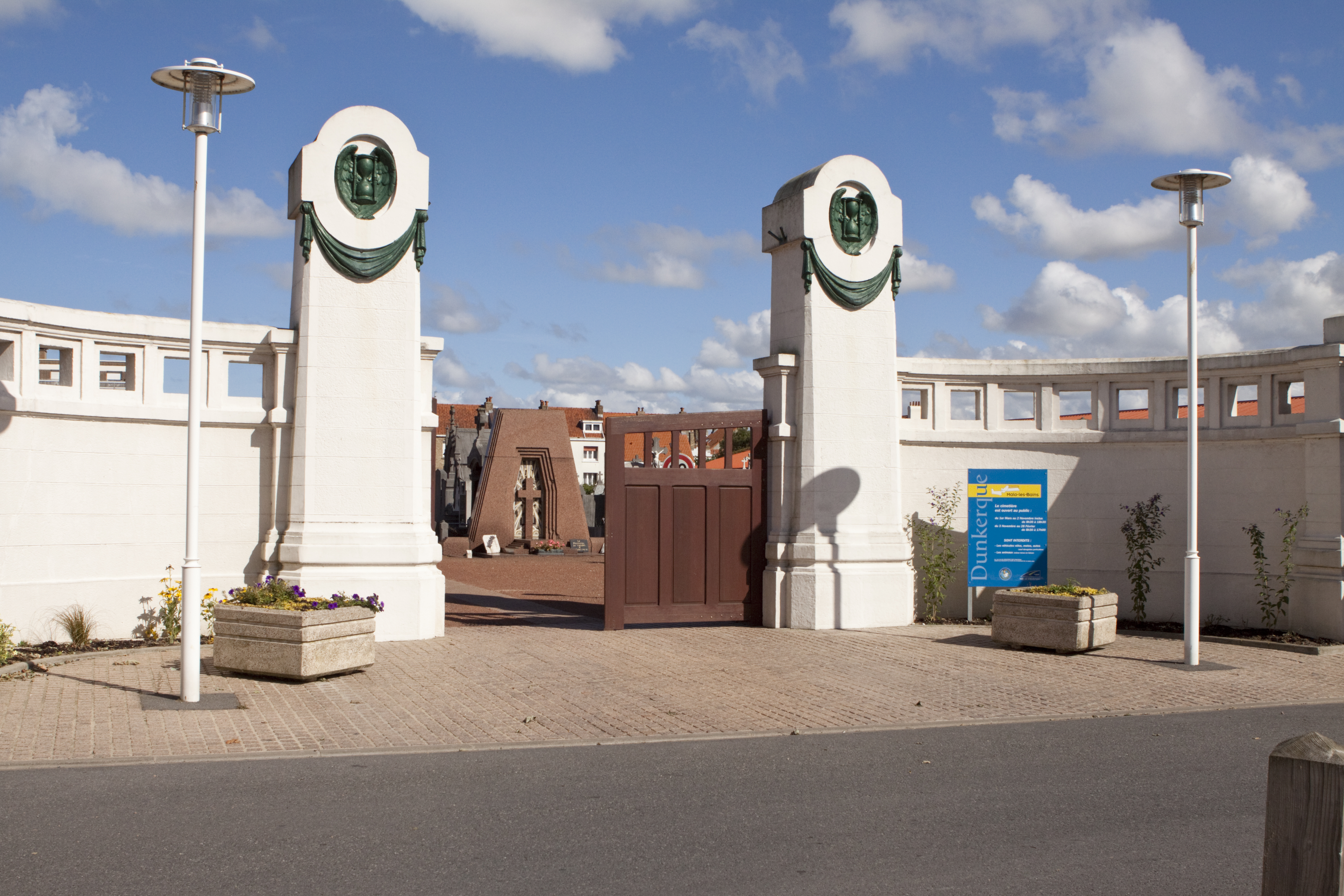
Ancien cimetière de Malo les bains.
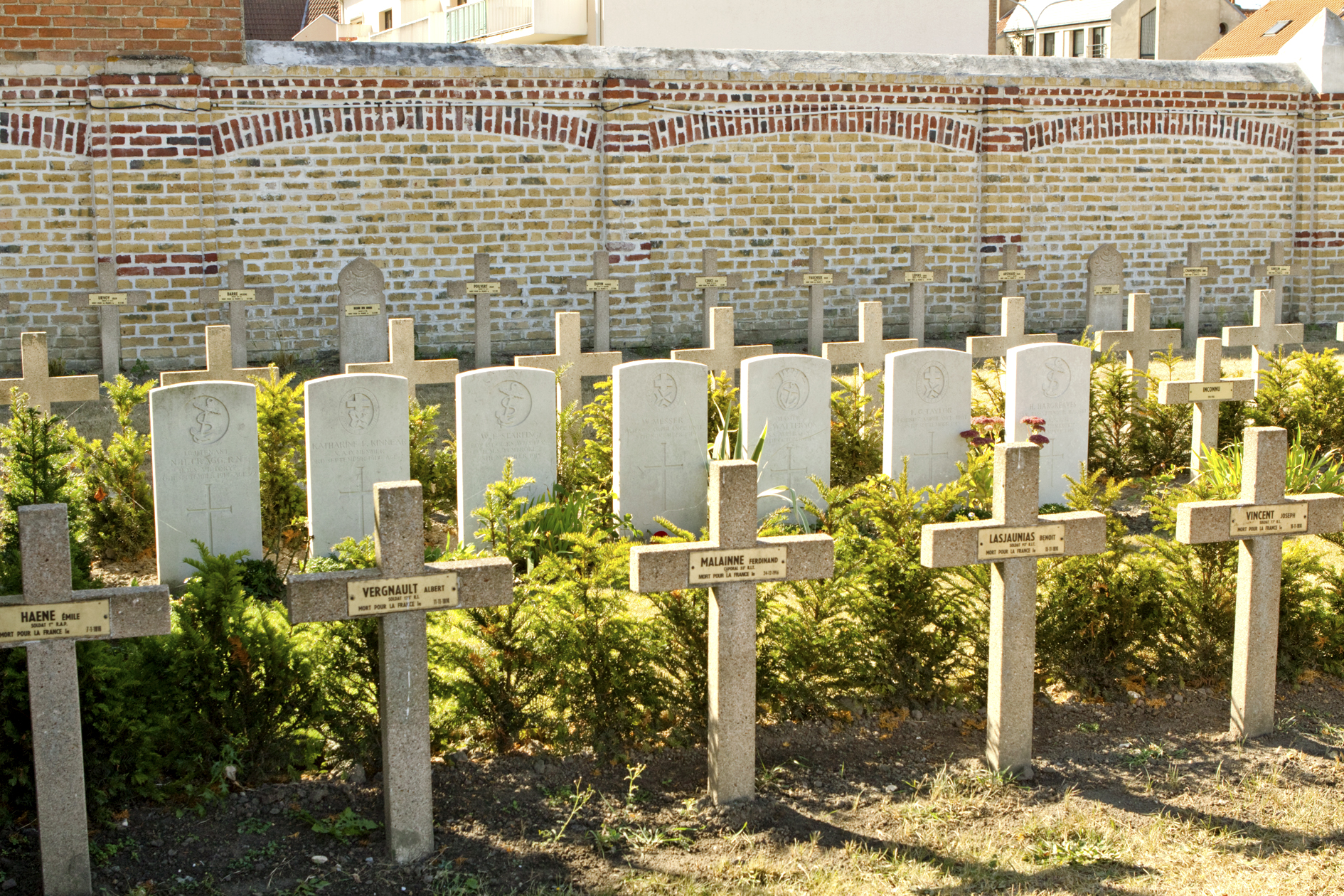
Tombes militaires.
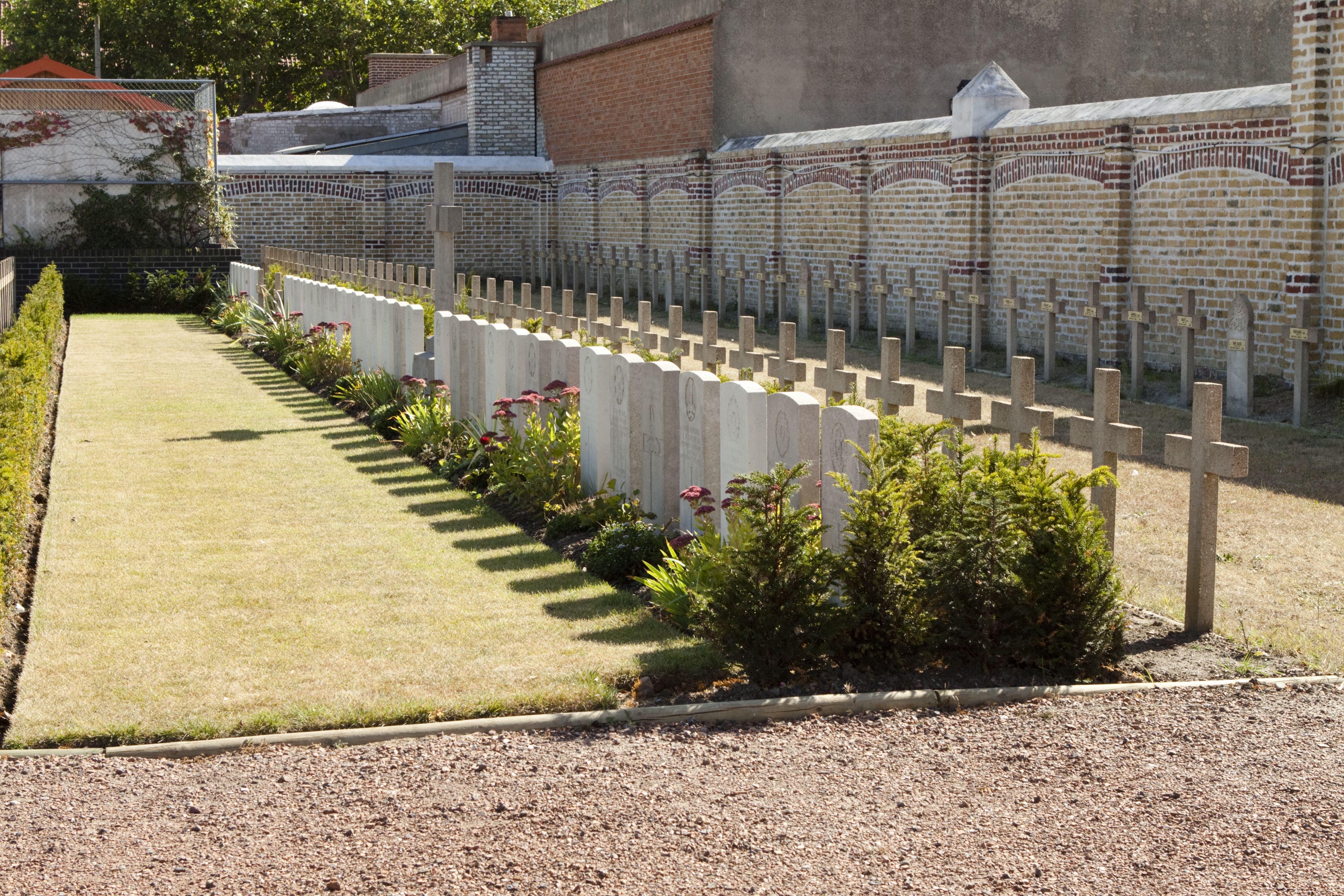
Tombes militaires.

### Héraldiqueetvexillologie
| Armes de Malo-les-Bains | Les armes se blasonnent depuis le 17 novembre 1899 : De gueules à l'étoile d'argent s'élevant d'une mer de même qui est Malo-les-Bains accompagnée de deux roses d'or de Rosendaël, au chef cousu d'or chargé d'un lion de sable armé et lampassé de gueules qui est de Flandre. - Citation : « ASCENDAM SUPERIUS » : je m'élève plus haut. |

| Drapeau de Malo-les-Bains | Palé d'une pièce de gueules d'où s'élève une étoile d'argent et fascé d'une pièce de gueules ainsi qu'une pièce or, c'est-à-dire une pièce verticale rouge d'où s'élève une étoile argentée et pièce rouge ainsi qu'une pièce jaune. |

| Logo pour le centenaire de Malo-les-Bains en 1991. | Logo adopté pour les fêtes du Centenaire en 1991. |

## Politique et administration

### Liste des maires et maires-adjoints
| Période | Période | Identité           | Étiquette     | Qualité |
| ------- | ------- | ------------------ | ------------- | --- |
| 1891    | 1892    | Edmond Duhan       |               | Militaire en retraite. |
| 1892    | 1922    | Adolphe Geeraert   | Parti radical | Médecin. |
| 1922    | 1959    | Ferdinand Schipman |               | Membre fondateur de l'association des Maires des stations classées Membre de la Chambre de Commerce de Dunkerque de 1908 à 1918, Maire Honoraire de Malo-les-Bains du 22 mars 1959 au 1er décembre 1961.                                                                               |
| 1959    | 1965    | Daniel Lecomte     |               | Chirurgien, 1er adjoint au maire de Malo-les-Bains du 27 mars 1965 au 1er janvier 1970, 3e adjoint au maire de Dunkerque du 4 janvier 1970 au 19 mars 1971. |
| 1965    | 1969    | Paul Douchy        |               | Agent général d'assurance à Dunkerque, Opposé à la fusion avec Dunkerque, il démissionne de ses fonctions de Maire le 9 mai 1969, puis du Conseil municipal le 22 décembre suivant. Vice-Président de la Communauté urbaine de Dunkerque de 1969 à 1983, Maire Honoraire de Dunkerque. |
| 1969    | 1969    | René Castelin      |               | Conseiller communautaire à la Communauté urbaine de Dunkerque de 1969 à 1971, À la suite de la fusion de Malo-les-Bains et de Dunkerque, il devient 1er adjoint au maire de Dunkerque du 4 janvier 1970 au 19 mars 1971.                                                               |

| Période | Période  | Identité             | Étiquette | Qualité |
| ------- | -------- | -------------------- | --------- | --- |
| 1970    | 1983     | Jean Norbert,        |           | Conseiller municipal de Malo-les-Bains de 1959 à 1969. |
| 1983    | 1986     | Daniel Rouilleault   |           | Directeur aux Ateliers et Chantiers de France-Dunkerque, Conseiller municipal de Malo-les-Bains de 1959 à 1969, 1er adjoint supplémentaire de Malo-les-Bains le 21 décembre 1969, 1er adjoint supplémentaire de Dunkerque de 1971 à 1972, 2e adjoint supplémentaire de Dunkerque de 1972 à 1977, 3e adjoint au maire de Dunkerque, chargé des affaires sociales et organismes sociaux de 1977 à 1983. |
| 1986    | 1989     | Claude Croo          |           | Conseiller municipal de dunkerque de 1971 à 1977, 3e adjoint supplémentaire de Dunkerque, chargé du Tourisme, du camping, et de l'animation de 1977 à 1983, 6e adjoint au maire de Dunkerque de 1983 à 1986, Conseiller communautaire à la Communauté urbaine de Dunkerque de 1973 à 1989. |
| 1989    | 1992     | Vincent Leignel      | PS        | Vice-président de la Communauté urbaine de Dunkerque 2001 à 2008 Adjoint au Maire de Dunkerque, chargé de l'urbanisme et de la politique foncière de 1993 à 2014. |
| 1992    | 1995     | Philippe Waghemacker | PS        | Médecin, Conseiller municipal de Grande-Synthe de 1977 à 1983. Ancien Président de l'ADUGES (Association Dunkerquoise de Gestion des Équipements Sociaux) de 1989 à 1993, Vice-président de la Communauté urbaine de Dunkerque de 2008 à 2014, 13e adjoint au maire de Dunkerque chargé des Personnes Agées et des affaires militaires de 1989 à 1991, 11e adjoint au maire de Dunkerque chargé des Personnes Agées et des affaires militaires de 1991 à 1992, 13e puis 8e adjoint au maire de Dunkerque, chargé de la citoyenneté, des affaires militaires, des anciens combattants et de la sécurité publique de 1995 à 2014. |
| 1995    | 2001     | Pierre Grave         | SE        | Secretaire général de la Mairie de Dunkerque de 1979 à 1989, Président d'honneur de la Jeune France. |
| 2001    | 2014     | Danièle Thinon       | PS        | 5e adjointe spéciale de Malo-les-Bains chargée des quartiers du Méridien et de Malo terminus de 1995 à 2001, Vice-Présidente du Conseil général du Nord de 2004 à 2011, Conseillère générale du Canton de Dunkerque-Est de 2004 à 2011, Conseillère communautaire à la Communauté urbaine de Dunkerque de 2008 à 2014. |
| 2014    | en cours | Martine Arlabosse    | UDI       | Vice-Présidente de la Communauté urbaine de Dunkerque depuis le 17 avril 2014, Conseillère départemental du Canton de Dunkerque-2 depuis le 29 mars 2015,, Vice-présidente du Conseil départemental du Nord depuis le 1er juillet 2021. |

### Sécurité
La commune compte :
- 1 caserne de Sapeurs-Pompiers volontaires
- 1 Police municipale

## Population et société

### Démographie
| 1891  | 1896  | 1901  | 1906  | 1911  | 1921  | 1926  |
| ----- | ----- | ----- | ----- | ----- | ----- | ----- |
| 1 662 | 3 032 | 4 260 | 5 634 | 6 751 | 9 025 | 8 867 |

| 1931   | 1936   | 1946  | 1954   | 1962   | 1968   | - |
| ------ | ------ | ----- | ------ | ------ | ------ | - |
| 10 296 | 10 997 | 8 660 | 12 101 | 14 510 | 15 223 | - |

### Enseignement
La ville compte les établissements d'enseignement suivants :
- 5 écoles maternelles et primaires publiques
- 1 école maternelle et primaire privée
- 2 écoles élémentaires publiques
- 1 collège public : collège Gaspard Malo
- 1 collège privé : collège Fenelon
- 1 école de commerce international
- 1 école de musique[42]

### Manifestations culturelles et festivités
- La bande de Malo appelée la bande de la Violette (dimanche suivant le Mardi gras), est emmenée depuis le 13 mars 2011 par le tambour major Goliath VIII (Grégory Miserole) qui a remplacé Goliath VII (Roger Turckx) qui officiait depuis 1987.
- Violette, la Baigneuse (Géants du Nord)[43]
- La Saint Martin (le 10 novembre)
- Le Marché des Provinces (mai)
- Festival La Bonne Aventure (juin)
- Braderie (14 juillet)
- Nuit de Malo : braderie et brocante nocturne sur la digue (août)
- Les Foulées du Père Noël (décembre)
- Salon du Signet (avril) : exposition et bourse d'échanges
- Bourse multicollection (février) organisée par l'Association "la collection: passe-temps culturel"
- De nombreuses régates se déroulent sur le plan d'eau maritime de Malo, comme la coupe de la Duchesse Anne en l'honneur du trois-mâts amarré aujourd'hui à Dunkerque.
- L'équipe d'Inside Ankama, qui décrit l'actualité de la société Ankama ainsi que de ses jeux vidéo a tourné les numéros de l'été 2010 sur la page de Malo-Les-Bains.

## Culture locale et patrimoine
Un marché se tient chaque semaine le mardi matin.

### Monuments et lieux touristiques
- L'Hôtel de Ville de style flamand

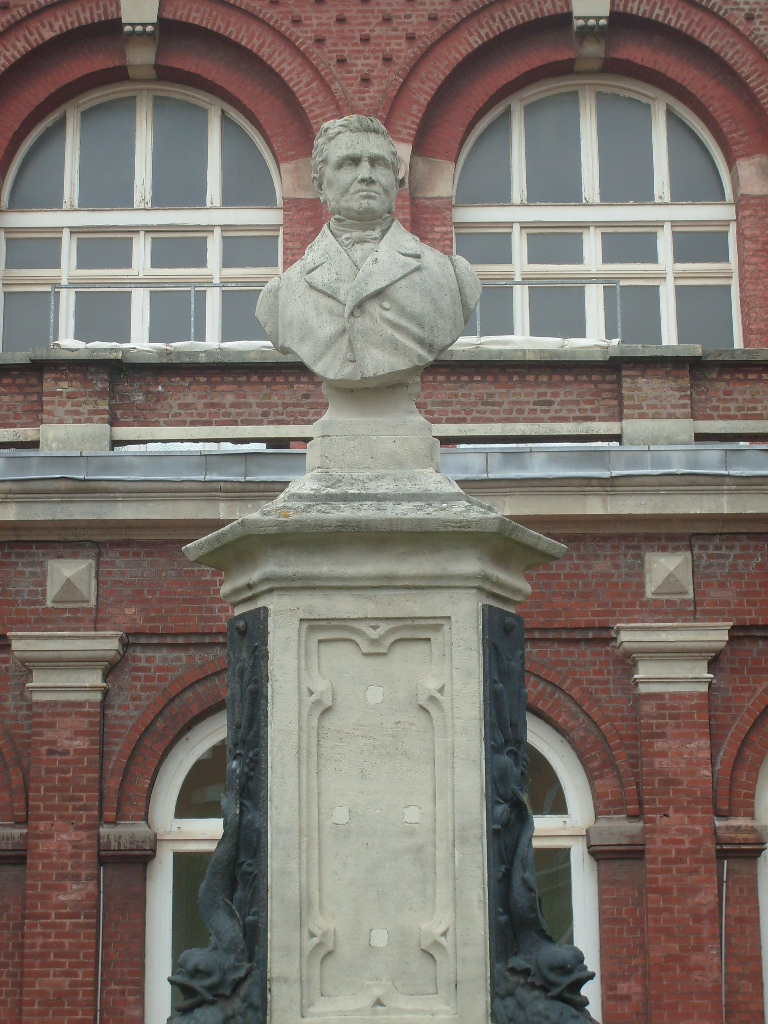
Buste de Gaspard Malo.

- La statue de Gaspard Malo (dans la cour de l'Hôtel de ville)
- Le Monument aux Morts (place Delta)
- L'église Notre-Dame du Sacré Cœur et le kiosque à musique (place Turenne)
- L'église Sainte-Anne (quartier du Méridien)
- De nombreuses villas classées de la fin du XIXe et début du XXe siècle (Digue et Centre-Ville)

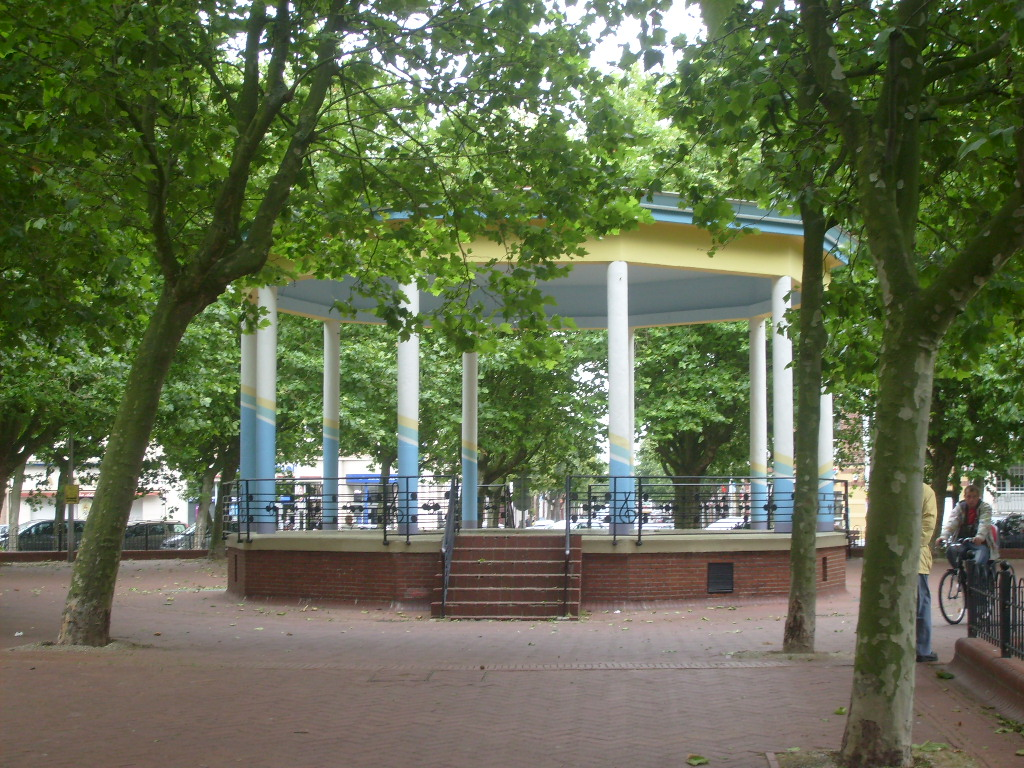
La place Turenne.
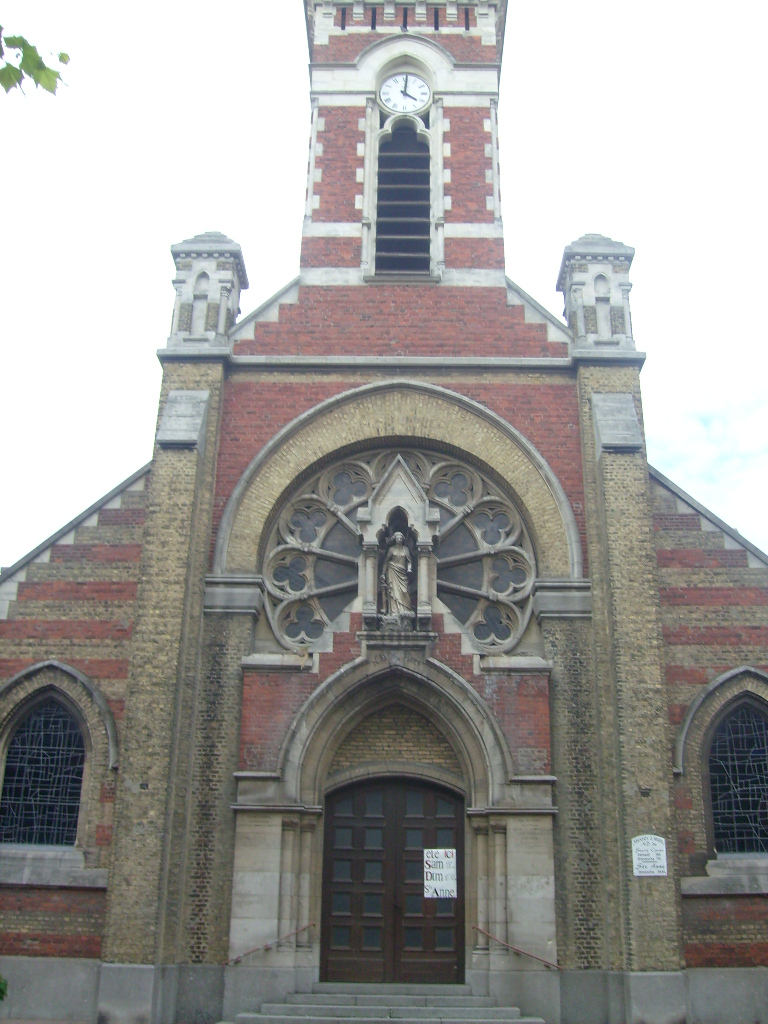
Notre-Dame du Sacré-Cœur.
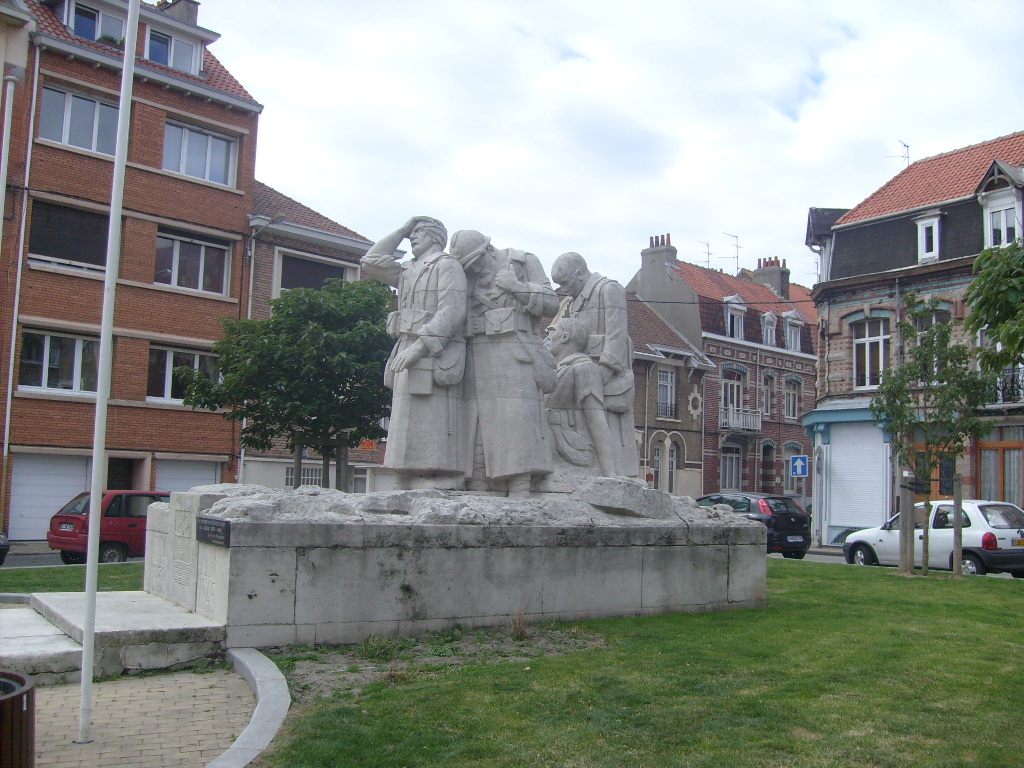
Le monument aux morts.
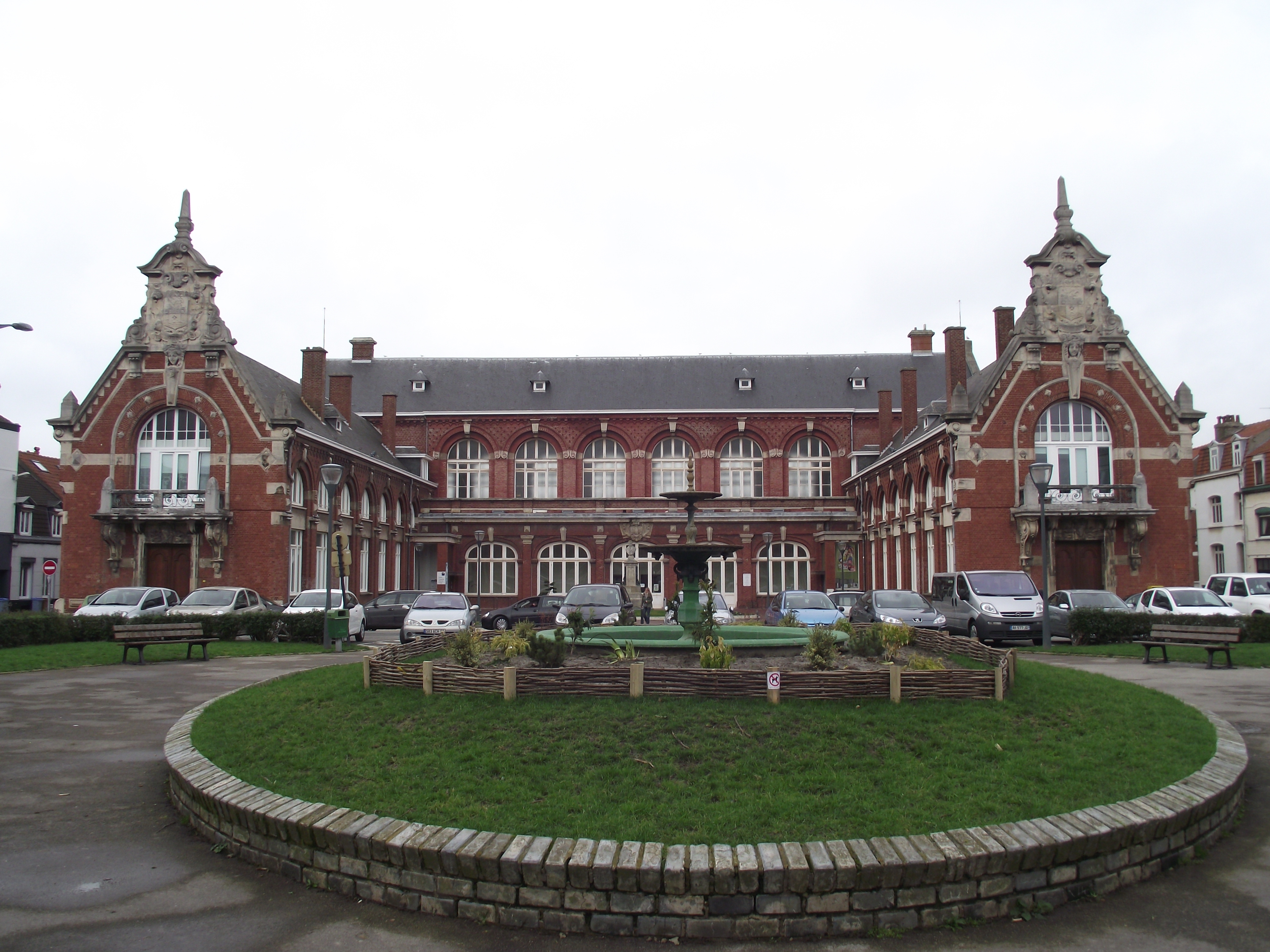
La mairie annexe de Malo-les-Bains.

### Personnalités liées à la commune
- Gaspard Malo (1804-1884), capitaine au long cours, armateur et député.
- Edmond About, écrivain, journaliste et critique d'art français, membre de l’Académie française, il possède en 1880 une des premières villas de la station balnéaire de Malo-les-Bains et une avenue porte son nom.
- Jean Deruelle (1915-2001), essayiste, est né à Malo-les-Bains.
- Michel Destot, député-maire de Grenoble et président de l'Association des maires de grandes villes de France (AMGVF), né à Malo-les-Bains en 1946.
- Loïc Leferme, apnéiste né à Malo-les-Bains en 1970.
- Philippe Tailliez, pionnier de la plongee scaphandre, compagnon de Jacques-Yves Cousteau, né à Malo-les-Bains.
- François Rollin, humoriste et acteur né à Malo-les-Bains en 1953.
- Jean-Noël Vandaele, artiste peintre, IUT Dunkerque Malo-les-Bains 1972-1974.
- Fred Rister (1961-2019) (de son vrai nom Frédéric Risterer) binôme de David Guetta, DJ, producteur de musique, a composé différents titres notamment pour David Guetta et les Black eyed peas, né à Malo-les-Bains.
- Pauline Dubuisson (1927-1963), née à Malo-les-Bains.
- Jean-René Genty, né en 1952, membre de la haute fonction publique et historien de l'immigration.
- Edmond Popieul, militaire, compagnon de la Libération, conseiller municipal de Malo-les-Bains.
- Robert Prigent, Ministre de la Santé publique, conseiller municipal de Malo-les-Bains.
- Hélène Cortin (1972-), double championne du monde et médaillée olympique en aviron.
- François Reynaert (1960-) journaliste et écrivain.
- Frédéric Clou (1980-), acteur né à Malo-les-Bains.